# 森田麻実子
森田 麻実子（もりた まみこ、1991年4月10日 - ）は、日本の元女子バレーボール選手。

## 来歴
熊本県菊池郡合志町（現合志市）出身。実姉の影響で小学3年次よりバレーボールを始める。
合志市立南ヶ丘小、合志市立合志中を経て熊本信愛女学院高に進学。同級生には白垣里紗がいる。高校時代は春高バレー、インターハイなどに出場。卒業後は鹿屋体育大へ進学した。同期に同じポジションの中大路絢野がいたが、2011年の西日本インカレでセッター賞を獲得、2013年の全日本インカレでもセッター賞を獲得した。同学卒業後は9人制バレーボールの強豪である富士通テンに入社し、2014年の全日本9人制バレーボール実業団選手権大会で優勝セッターとなった。
セッター不足に悩んでいたV・プレミアリーグのデンソーエアリービーズは、2013年のスポーツ祭東京で4位入賞した際の森田の活躍が印象に残っており、富士通テンに移籍を打診した。こうして9月1日に、富士通テンとデンソーは森田の移籍・入団を発表した。
同年10月17日のVプレミアリーグ開幕シリーズである岡山戦に先発出場し、プレミアデビューを勝利で飾った。
2018年5月の黒鷲旗大会をもって現役引退し、事務局スタッフとなった。

## 所属チーム
- 合志ジュニア[2]
- 熊本信愛女学院高等学校（2007-2010年）
- 鹿屋体育大学（2010-2014年）
- 富士通テン（2014-2015年）
- デンソーエアリービーズ（2015-2018年）

## 受賞歴
- 2013年 全日本バレーボール大学男女選手権大会　セッター賞

## 個人成績
Vプレミアリーグレギュラーラウンドにおける個人成績は下記の通り。
| シーズン | 所属                     | 出場 | 出場   | アタック | アタック | アタック | アタック | ブロック | ブロック | サーブ | サーブ | サーブ | サーブ | レセプション | レセプション | 総得点 | 備考 |
| -------- | ------------------------ | ---- | ------ | -------- | -------- | -------- | -------- | -------- | -------- | ------ | ------ | ------ | ------ | ------------ | ------------ | ------ | ---- |
| シーズン | 所属                     | 試合 | セット | 打数     | 得点     | 決定率   | 効果率   | 決定     | /set     | 打数   | エース | 得点率 | 効果率 | 受数         | 成功率       | 総得点 | 備考 |
| 2015/16  | デンソー・エアリービーズ | 21   | 75     | 20       | 6        | 30.0%    | %        | 3        | 0.04     | 199    | 9      | 4.52%  | 10.5%  | 5            | 0.0%         | 18     |      |